# اصول اخلاق
کتاب اصول اخلاق یا پرینسیپیا اِتیکا (Principia Ethica) نوشته فیلسوف انگلیسی ای. جی. مور است که در سال ۱۹۰۳ منتشر شد. این اثر، مدت‌ها به خاطر تأکید روی غیرقابل‌تعریف بودن "خوب" و توصیف مغالطه طبیعت‌گرایانه اثری رهگشا در فلسفه اخلاق محسوب می‌شد. هرچند افرادی چون جفری وارنوک معتقدند این اثر نسبت به خدمات دیگر ای. جی. مور کمتر شایان توجه است.

## خلاصه کتاب
مور پیشنهاد می کند که اخلاق در مورد سه سؤال اساسی است:
۱- «چه چیزی خوب است؟»  (که به عنوان مهم‌ترین سوال ذکر شده است)
۲- «چه چیزهایی فی‌نفسه خوب یا بد هستند؟»
۳- «به عنوان وسیله چه چیزی خوب است؟»